# Heilbronner Weindorf

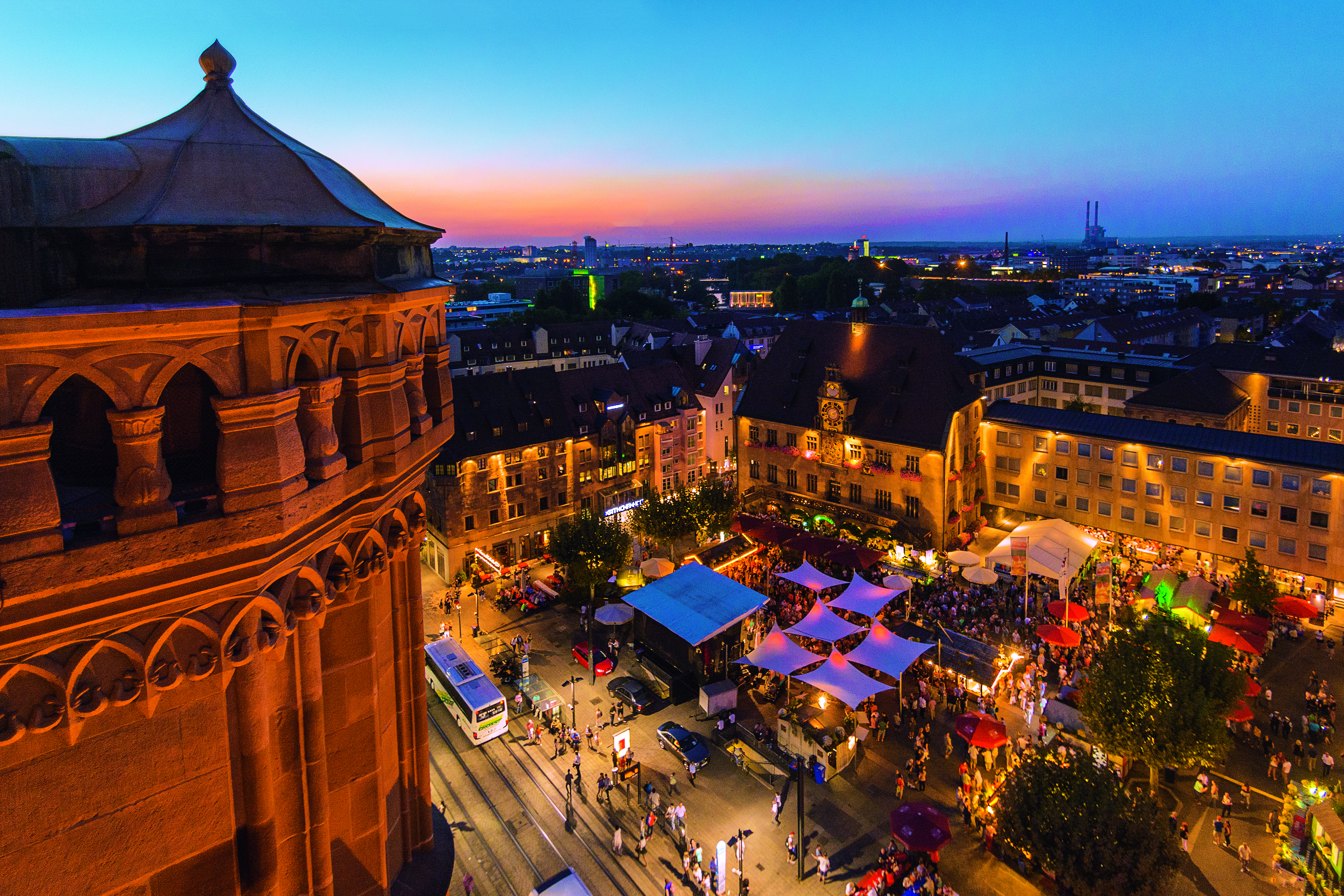
Luftaufnahme des Heilbronner Weindorfs

Das Heilbronner Weindorf ist ein traditionelles Weinfest in Heilbronn, das seit 1971 jährlich im September rings um das Heilbronner Rathaus begangen wird.
Das Weindorf wird von der Heilbronn Marketing GmbH veranstaltet, die Standflächen an die Genossenschaften und Weingüter vergibt. Die erste erfolgreiche Hochphase des Weindorfs war in den 1980er Jahren, als an neun Veranstaltungstagen erstmals über 300.000 Besucher gezählt wurden. Die Besucherzahlen waren danach rückläufig und konnten erst in den letzten Jahren wieder die Marke von rund 300.000 Besuchern erreichen, so auch beim 36. Heilbronner Weindorf im September 2006. Im Jahr 2010 wurde das Heilbronner Weindorf erstmals auf zehn Veranstaltungstage ausgedehnt. 2011 waren es 270.000 Besucher. 2018 war laut den Beschickern „das beste Weindorf seit 20 Jahren“ mit 250.000 Besuchern.
Jährlich werden über 300 Weine angeboten. Der Wein wird zumeist in „Zehnteles-Gläsern“ (0,1 l) ausgeschenkt und kostet ab 2 Euro pro Glas. Im Jahr 2006 haben zwölf Weingärtner-Genossenschaften sowie 18 Weingüter und Kellereien knapp 300 Weine der Jahrgänge 2002 bis 2005 angeboten, es wurden rund 75.000 Flaschen Wein verkauft. 2011 waren 298 verschiedene Weine und 16 Jahrgangssekte im Angebot, 2012 sind es 306 Weine der Jahrgänge 1999 bis 2011, 2019 sind es mehr als 380 Weine, Sekte und Seccos. Die Verkaufsstände sind mit auffälligen Blumenschmuck geschmückt, für den seit 1974 ein Kreativwettbewerb ausgerichtet wird. Täglich gibt es Livemusik und mehrere Lauben bieten Sitzplätze an. Sonntags wird ein Familienprogramm angeboten, am Mittwoch findet seit 2018 ein Studententag statt.
Die Stände der Beschicker, Weingüter und Gastronomen sind relativ konstant dabei. 2018 kamen die „Neckarpiraten“ an Hafenmarkt neu dazu, die vor allem das junge Publikum in der Sülmerstraße einbinden. 2019 ist mit dem Öko-Weinstand erstmals ein Ausschank mit Bio-Weinen auf dem Weindorf vertreten. Bei den Gastronomen löst das RBS Food Team löst den Rahtgeber-Imbiss ab.
Rund 20 Prozent der Besucher im Jahr 2006 kamen mit öffentlichen Verkehrsmitteln, davon zwei Drittel mit der Stadtbahn Heilbronn, die wie auch manche der Heilbronner Stadtbuslinien am Rathaus hält.